# هریبا
هریبا (به عربی: إریبا) یک منطقهٔ مسکونی در چاد است که در وادی فیرا واقع شده‌است. هریبا ۳۳٬۵۷۲ نفر جمعیت دارد و ۱٬۰۲۰ متر بالاتر از سطح دریا واقع شده‌است.